# Morti nel 1993/Giugno
| Questa pagina contiene informazioni ricavate automaticamente dalle voci biografiche con l'ausilio del template Bio e di un bot. L'aggiornamento è periodico e automatico e ricostruisce completamente la pagina. Se manca una persona in questa lista, sei pregato di non aggiungerla, ma accertati piuttosto che la sua voce biografica contenga il template Bio e che i dati anagrafici siano correttamente compilati. Se il template Bio manca, inseriscilo tu stesso o, in alternativa, metti l'avviso {{tmp\|Bio}} che ne segnala la mancanza. Se i dati riportati sono sbagliati, correggi direttamente la voce biografica; le modifiche saranno visibili in questa lista entro pochi giorni. Per chiarimenti vedi il progetto biografie. La lista contiene solo le 102 persone che sono citate nell'enciclopedia e per le quali è stato implementato correttamente il template Bio. Pagina aggiornata al 3 mar 2024. |

- 2 giugno - Mario Comensoli, pittore svizzero (n. 1922)
- 2 giugno - Tahar Djaout, giornalista, scrittore e poeta algerino (n. 1954)
- 2 giugno - Johnny Mize, giocatore di baseball statunitense (n. 1913)
- 2 giugno - Juan José Rodríguez, calciatore argentino (n. 1937)
- 3 giugno - Joe Fortenberry, cestista statunitense (n. 1911)
- 4 giugno - Giovanni Bermone, calciatore italiano (n. 1915)
- 4 giugno - Bernard Evslin, scrittore statunitense (n. 1922)
- 4 giugno - Eric Trist, psicologo britannico (n. 1909)
- 5 giugno - Ida Adamoff, tennista francese (n. 1910)
- 5 giugno - Gilbert Blanc, pittore francese (n. 1906)
- 5 giugno - Mike Bloom, cestista statunitense (n. 1915)
- 5 giugno - Nello Carrara, fisico italiano (n. 1900)
- 5 giugno - Conway Twitty, cantautore e chitarrista statunitense (n. 1933)
- 5 giugno - Andy dela Cruz, cestista filippino (n. 1923)
- 6 giugno - James Bridges, regista, sceneggiatore e attore statunitense (n. 1936)
- 6 giugno - Mort Mills, attore statunitense (n. 1919)
- 6 giugno - Mario Salazzari, scultore, partigiano e poeta italiano (n. 1904)
- 6 giugno - Nello Vegezzi, poeta, regista e pittore italiano (n. 1929)
- 7 giugno - Fabrizio Clerici, pittore e scenografo italiano (n. 1913)
- 7 giugno - Dražen Petrović, cestista jugoslavo (n. 1964)
- 7 giugno - Kurt Weitzmann, storico dell'arte tedesco (n. 1904)
- 7 giugno - Yang Hansheng, sceneggiatore, drammaturgo e scrittore cinese (n. 1902)
- 8 giugno - John Atyeo, calciatore inglese (n. 1932)
- 8 giugno - René Bousquet, funzionario francese (n. 1909)
- 8 giugno - Italo Giulio Caiati, politico italiano (n. 1916)
- 8 giugno - Anton Morosani, hockeista su ghiaccio svizzero (n. 1907)
- 8 giugno - José Nora, cestista spagnolo (n. 1940)
- 8 giugno - Severo Sarduy, poeta, scrittore e critico d'arte cubano (n. 1937)
- 8 giugno - Raffaele Ranieri di Thurn und Taxis, nobile tedesco (n. 1906)
- 9 giugno - Arthur Alexander, cantautore statunitense (n. 1940)
- 9 giugno - Satyen Bose, regista indiano (n. 1916)
- 9 giugno - Alexis Smith, attrice e cantante canadese (n. 1921)
- 10 giugno - Arleen Auger, soprano statunitense (n. 1939)
- 10 giugno - Michele Giampietro, filatelista e pedagogista italiano (n. 1904)
- 10 giugno - Archie Macaulay, calciatore e allenatore di calcio scozzese (n. 1915)
- 10 giugno - Richard Webb, attore statunitense (n. 1915)
- 11 giugno - Robaldo Morozzo della Rocca, architetto italiano (n. 1904)
- 11 giugno - Ray Sharkey, attore statunitense (n. 1952)
- 12 giugno - Crawford Barton, fotografo statunitense (n. 1943)
- 12 giugno - Remo Galli, allenatore di calcio e calciatore italiano (n. 1912)
- 12 giugno - Wilhelm Gliese, astronomo tedesco (n. 1915)
- 12 giugno - Monte Melkonian, partigiano e rivoluzionario armeno (n. 1957)
- 12 giugno - Manuel Summers, regista e sceneggiatore spagnolo (n. 1935)
- 13 giugno - John Campbell, cantante, chitarrista e compositore statunitense (n. 1952)
- 13 giugno - Ewald Dytko, calciatore polacco (n. 1914)
- 13 giugno - Ena Gregory, attrice australiana (n. 1906)
- 13 giugno - Hermínia Silva, attrice e cantante portoghese (n. 1907)
- 13 giugno - Donald Slayton, astronauta e aviatore statunitense (n. 1924)
- 14 giugno - Mario Caciagli, calciatore e allenatore di calcio italiano (n. 1923)
- 14 giugno - Ruggero Chiesa, chitarrista e insegnante italiano (n. 1933)
- 14 giugno - Vincent Trout Hamlin, fumettista statunitense (n. 1900)
- 15 giugno - Marjorie Clark, altista, ostacolista e velocista sudafricana (n. 1909)
- 15 giugno - John Connally, politico statunitense (n. 1917)
- 15 giugno - Giovanni De Giorgi, militare italiano (n. 1970)
- 15 giugno - James Hunt, pilota automobilistico e commentatore televisivo britannico (n. 1947)
- 15 giugno - Ada Rossi, partigiana e antifascista italiana (n. 1899)
- 15 giugno - Béla Sárosi, calciatore e allenatore di calcio ungherese (n. 1919)
- 15 giugno - Petey Scalzo, pugile statunitense (n. 1917)
- 16 giugno - Aldo Bini, ciclista su strada italiano (n. 1915)
- 16 giugno - Arad McCutchan, allenatore di pallacanestro statunitense (n. 1912)
- 16 giugno - Luigi Rosiello, linguista italiano (n. 1930)
- 17 giugno - Angelo Longoni, allenatore di calcio e calciatore italiano (n. 1933)
- 18 giugno - Eva Arndt-Riise, nuotatrice danese (n. 1919)
- 18 giugno - Barnabás Berzsenyi, schermidore ungherese (n. 1918)
- 18 giugno - Jean Cau, scrittore, giornalista e sceneggiatore francese (n. 1925)
- 18 giugno - Gianfranco Masini, direttore d'orchestra italiano (n. 1937)
- 18 giugno - Craig Rodwell, attivista statunitense (n. 1940)
- 19 giugno - Helmut Fath, pilota motociclistico tedesco (n. 1929)
- 19 giugno - William Golding, scrittore e insegnante britannico (n. 1911)
- 19 giugno - Iginio Rigato, arbitro di calcio italiano (n. 1920)
- 19 giugno - Franco Scaglione, designer italiano (n. 1916)
- 20 giugno - Angelo Marsiano, storico e saggista italiano (n. 1926)
- 20 giugno - György Sárosi, calciatore e allenatore di calcio ungherese (n. 1912)
- 21 giugno - Frantz Casseus, chitarrista e compositore haitiano (n. 1915)
- 21 giugno - André Frénaud, poeta francese (n. 1907)
- 22 giugno - Rodolfo Díaz, cestista messicano (n. 1918)
- 22 giugno - Elisabeth Nagele, slittinista svizzera (n. 1933)
- 22 giugno - Pat Nixon, first lady statunitense (n. 1912)
- 23 giugno - Flora Bramley, attrice inglese (n. 1904)
- 23 giugno - Luigi Rosellini, calciatore italiano (n. 1918)
- 23 giugno - Swen Swenson, ballerino e attore statunitense (n. 1932)
- 23 giugno - Massimo Urbani, sassofonista italiano (n. 1957)
- 24 giugno - Hans Beirer, tenore austriaco (n. 1911)
- 24 giugno - Lina Galli, poetessa e scrittrice italiana (n. 1899)
- 24 giugno - Virgilio Prosperi, musicista e musicologo italiano (n. 1961)
- 24 giugno - Archie Williams, velocista statunitense (n. 1915)
- 25 giugno - Giovanni Battista Frescura, archeologo italiano (n. 1921)
- 25 giugno - Miguel Mármol, sindacalista e rivoluzionario salvadoregno (n. 1905)
- 25 giugno - Giovanni Tonoli, ciclista su strada italiano (n. 1947)
- 26 giugno - Roy Campanella, giocatore di baseball statunitense (n. 1921)
- 26 giugno - Neda Naldi, attrice, scrittrice e sceneggiatrice italiana (n. 1913)
- 26 giugno - James Thomas, cantante e chitarrista statunitense (n. 1926)
- 27 giugno - Luigi Cuomo, schermidore italiano (n. 1901)
- 27 giugno - James Trifunov, lottatore canadese (n. 1903)
- 28 giugno - GG Allin, cantautore statunitense (n. 1956)
- 28 giugno - Boris Hristov, basso bulgaro (n. 1914)
- 28 giugno - István Kiszely, calciatore ungherese (n. 1914)
- 28 giugno - Didi Perego, attrice italiana (n. 1937)
- 28 giugno - Michel Ricaud, regista francese (n. 1944)
- 29 giugno - Héctor Lavoe, cantante portoricano (n. 1946)
- 30 giugno - George McFarland, attore e conduttore televisivo statunitense (n. 1928)
- 30 giugno - Felice Vatteroni, scultore italiano (n. 1908)